# Fule
Fule (kinesiska: 富乐) är en tidigare köping i Kina. Den ligger i provinsen Sichuan, i den sydvästra delen av landet, omkring 490 kilometer söder om provinshuvudstaden Chengdu. Antalet invånare är 11 184. Befolkningen består av 5 340 kvinnor och 5 844 män. Barn under 15 år utgör 20,0 %, vuxna 15-64 år 68 %, och äldre över 65 år 10,0 %.
Genomsnittlig årsnederbörd är 1 003 millimeter. Den regnigaste månaden är juli, med i genomsnitt 267 mm nederbörd, och den torraste är januari, med 4 mm nederbörd.
År 2019 inkorporerades Fule i köpingen Zhangguan.